# Rowen Koot
Rowen Koot (Munstergeleen, 20 juli 1999) is een Nederlands voormalig voetballer die als doelman voor Helmond Sport speelde.

## Carrière
Rowen Koot speelde in de jeugd van VV SVM, Roda JC Kerkrade en Fortuna Sittard. Van 2017 tot 2020 was hij reservekeeper bij Fortuna, waarmee hij in 2018 van de Eerste divisie naar de Eredivisie promoveerde. Hij debuteerde nooit voor Fortuna en nadat zijn contract in 2020 afliep, vertrok hij transfervrij naar Helmond Sport. Hier debuteerde hij op 18 december 2020 in de Eerste divisie, in de met 2-2 gelijkgespeelde uitwedstrijd tegen Jong AZ, omdat eerste doelman Stijn van Gassel geblesseerd was. In de laatste wedstrijd van het seizoen mocht hij weer in actie komen, en hield hij de nul tegen De Graafschap. Door dit gelijkspel liep De Graafschap promotie naar de Eredivisie mis. Nadat zijn contract in 2021 afliep, was hij op proef bij MVV Maastricht. Door een knieblessure stopte hij echter met voetbal in 2021.

### Statistieken
| Seizoen                       | Club            | Land           | Competitie     | Competitie | Competitie | Beker | Beker | Totaal | Totaal |
| Seizoen                       | Club            | Land           | Competitie     | Wed.       | Dlp.       | Wed.  | Dlp.  | Wed.   | Dlp.   |
| ----------------------------- | --------------- | -------------- | -------------- | ---------- | ---------- | ----- | ----- | ------ | ------ |
| 2017/18                       | Fortuna Sittard | Nederland      | Eerste divisie | 0          | 0          | 0     | 0     | 0      | 0      |
| 2018/19                       | Fortuna Sittard | Nederland      | Eredivisie     | 0          | 0          | 0     | 0     | 0      | 0      |
| 2019/20                       | Fortuna Sittard | Nederland      | Eredivisie     | 0          | 0          | 0     | 0     | 0      | 0      |
| 2020/21                       | Helmond Sport   | Nederland      | Eerste divisie | 2          | 0          | 0     | 0     | 2      | 0      |
| Carrièretotaal                | Carrièretotaal  | Carrièretotaal | Carrièretotaal | 2          | 0          | 0     | 0     | 2      | 0      |
| Bijgewerkt op 4 februari 2022 |                 |                |                |            |            |       |       |        |        |